# Pianeta di ferro

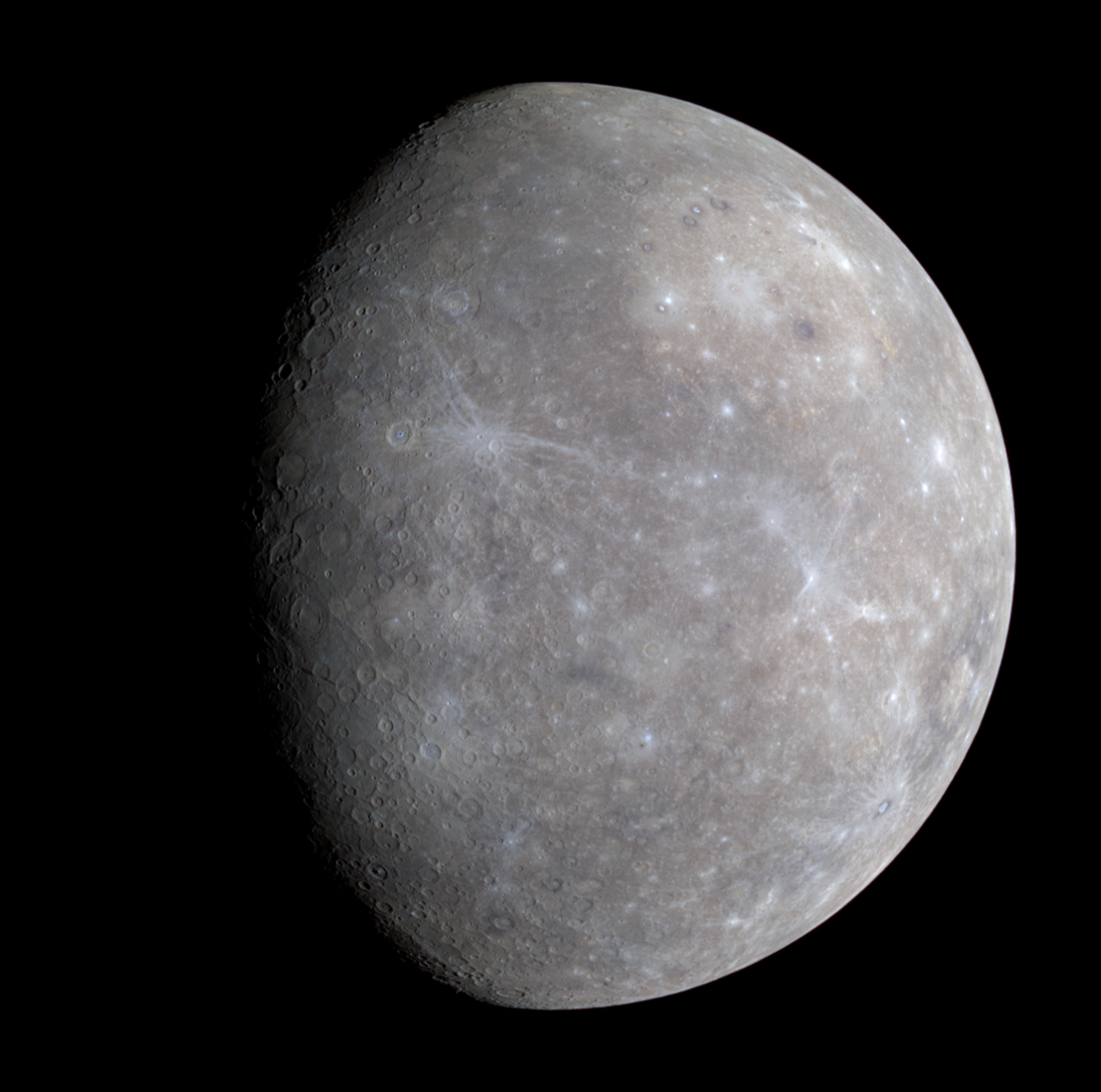
Mercurio, qui in una fotografia del MESSENGER, è il pianeta del sistema solare con le caratteristiche più simili a quelle di un pianeta di ferro.

Un pianeta di ferro è un pianeta di tipo terrestre costituito principalmente da un nucleo di ferro, che ha solitamente un raggio minore e una maggior densità rispetto ai pianeti di silicio, e che a differenza dei pianeti interni del sistema solare, Terra compresa, hanno un piccolo mantello di silicati. Il pianeta che più si avvicina a queste caratteristiche nel sistema solare è Mercurio, che ha un nucleo di ferro e nichel che costituisce il 60% della massa totale del pianeta. È stata tuttavia ipotizzata l'esistenza di pianeti con un nucleo ferroso di dimensioni maggiori a quelle del pianeta più interno del sistema solare, come ad esempio KOI-1843 b, Kepler-78 b, K2-229 b e Kepler-10 b, che con un raggio del 40% superiore a quello terrestre ha una massa 4,6 volte superiore.

## Origine
I pianeti con nuclei ferrosi potrebbero essere i resti di pianeti rocciosi composti normalmente da silicati e metalli i cui mantelli rocciosi sono stati disgregati da impatti di asteroidi giganti. Gli attuali modelli di formazione planetaria prevedono che i pianeti ricchi di ferro si formino in orbite strette attorno a stelle massicce presumibilmente circondate da un disco protoplanetario ricco di ferro. Lo stesso Mercurio infatti si formò nella parte interna del disco, dove l'abbondanza di ferro era presumibilmente maggiore.

## Caratteristiche
I pianeti ricchi di ferro sono più densi e piccoli rispetto ad altri pianeti di massa comparabile. Tali pianeti non hanno placche tettoniche e 
forti campi magnetici come la Terra, poiché si raffreddano rapidamente dopo la loro formazione.
Essendo ricchi di ferro la gravità su un pianeta di dimensioni terrestri è più elevata che sul nostro pianeta, e di conseguenza su una superficie solida i rilievi sarebbero meno elevati mentre i fenomeni atmosferici sarebbero probabilmente più violenti.